# او لوین
او لوین (انگلیسی: U Lwin؛ ۲۲ اکتبر ۱۹۲۴ – ۶ دسامبر ۲۰۱۱ (۸۷ ساله)) یک سیاست‌مدار اهل میانمار بود. او پدر سو سو لوین بانوی اول میانمار و نماینده مجلس این کشور است. او لوین عضو حزب اتحادیه ملی برای دموکراسی بوده و در کارنامه خود سابقه نمایندگی مجلس و شرکت در جنگ جهانی دوم را دارد. در سالهای حکومت نظامیان از ۱۹۶۲ تا ۱۹۸۰ او عهده دار مقام‌هایی از جمله وزیر دارایی، معاون نخست وزیر و عضویت شورای انقلاب در حزب برنامه سوسیالیستی برمه بود. او در تاریخ ۷ دسامبر ۲۰۱۱ به مرگ طبیعی از دنیا رفت.

او (انگلیسی: U) در زبان برمه‌ای عنوانی احترامی است.